# Мъри Хоуп
Мъри Хоуп (на английски: Murry Hope) е английска окултистка и писателка на произведения в жанра на окултната литература, астрологията, уфологията и парапсихологията. Счита се за жрица на Уика и автор на Новата епоха.

## Биография и творчество
Мъри Хоуп е родена на 17 септември 1929 г. в Саутенд, Англия. Майка ѝ напуска семейството след раждането ѝ, а баща ѝ умира от рак на гърлото докато е малка. Отгледана е от медицинската сестра Рода Адамс, която обаче е убита от бомба през 1945 г. На 19 години се включва в Дамските кралски военновъздушни сили, а през 1951 г. работи за Офицерската асоциация на благотворителната организация Кралски британския легион.
Тя учи вокал като взема уроци при учител от Парижката консерватория и има малка роля в продукцията на театър „Уест Енд“ в продължение на две години. Получава стипендия за оперно пеене в Кралския колеж по музика в продължение на три години. След това участва в представления на Английската национална опера.
През 1957 г. е съосновател на асоциацията „Обществото на Атлантите“, лечебна и духовна група в Малвърн Хилс, Англия, която има за цел да лекува проблеми като психични разстройства чрез екзорсизъм. По това време започва да пише под псевдоним за списание „Прогноза“ за мистични теми. През 1975 г. тя напуска асоциацията заради нейните предимно езически вярвания. В езотеричните си есета създава метод за гадаене наричан „Картуш“, при който се използва тесте с карти със символи на енергии върху паметници и стени на различни египетски храмове, за който издава специално ръководство през 1985 г. Първата ѝ книга „Практическа египетска магия“ е издадена през 1984 г.
В книгите си тя разглежда различни теми като „корените на древната египетска цивилизация“, митологията на северноафриканските племена догони, богинята Басет, цивилизацията на Атлантида, палеоконтакти с извънземна цивилизация, келтския друидизъм, както и други. В книгата си „Диалози с Гея“ защитава естествения свят, твърдейки че Земята (Гея) е съзнателно същество, живо същество.
Мъри Хоуп умира на 25 октомври 2012 г. в Емсуърт, Западен Съсекс.

## Произведения
- Practical Egyptian Magic (1984) – издадена и като The Ancient Wisdom of Egypt (1999)[1]
- The Way of Cartouche: An Oracle of Ancient Egyptian Magic (1985)
- Practical Techniques of Psychic Self-Defense (1986)
- Practical Greek Magic: A Complete Manual of a Unique Magical System Based on the Classical Legends of Ancient Greece (1987)
- Practical Celtic Magic: A Working Guide to the Magical Heritage of the Celtic Races (1988)
- The Lion People: Intercosmic Messages from the Future (1989)
- Essential Woman: Her Mystery, Her Power (1990)
- The Nine Lives of Tyo (1990)
- The Psychology of Healing (1990)
- Time: The Ultimate Energy (1991)
- Ancient Egypt: The Sirius Connection (1991) – издадена и като The Sirius Connection: Unlocking the Secrets of Ancient Egypt (1996)
Връзката Сириус : Разбулване на тайните на Древния Египет, изд. „Шамбала“ (1998), прев. колектив
- Atlantis: Myth or Reality? (1991)
- The Elements of the Greek Tradition (1991)
- Olympus: An Experience of Self-Discovery (1991)
- The Psychology of Ritual (1991)
- Practical Atlantean Magic: A Study of the Science, Mysticism and Theurgy of Ancient Atlantis (1992) – издадена и като The Ancient Wisdom of Atlantis (1999)
Древната цивилизация на Атлантида : Фаталната съдба на изчезналия континент, изд. „Мария Арабаджиева“ (2005), прев. Албена Захманова
- The Paschats and the Crystal People (1992)
- The Gaia Dialogues (1995)
Диалози с Гея : Бъдещето на Земята и човечеството, разказано от духа на планетата, изд. „Шамбала“ (2003), прев. Илка Дюлгерова
- Cosmic Connections (1996)
- The Changeling: The Autobiography of Murry Hope (1999) – автобиография
- The Ancient Wisdom of the Celts (1999)
- The World of Psychism: An Authoritative Study of Mysticism and Magic (2001)